# Екшън (жанр)
Екшънът е филмов жанр, в който герой или повече герои са въвлечени в серия от предизвикателства, които изискват физически подвизи, много битки и безумни преследвания.
Историята и развитието на героите обикновено преминават през експлозии, юмручни битки, убийства и автомобилни преследвания. „Екшън“ като жанр започва да се развива през 1970 г. Той е тясно свързан с жанровете трилър и приключенски филм и понякога може да има елементи на шпионска фантастика и шпионаж.